# Jānis Šmēdiņš
Jānis Šmēdiņš, né le 31 juillet 1987 à Kuldīga (Lettonie), est un joueur de beach-volley letton. Il a été médaillé de bronze aux Jeux olympiques de Londres en 2012 avec Mārtiņš Pļaviņš. Il fait équipe avec Aleksandrs Samoilovs depuis fin 2012. Ils ont gagné ensemble trois tournois de la Coupe du Monde. Smedins & Samoilovs sont actuellement leader du Classement FIVB.

## Palmarès

### Jeux olympiques d'été
- Médaille de bronze aux Jeux olympiques de 2012 à Londres (Royaume-Uni) avec Mārtiņš Pļaviņš

### Championnats du Monde
- 4e place aux Championnats du monde FIVB 2011 à Rome (Italie) avec Mārtiņš Pļaviņš

### Championnats d'Europe
- Médaille d'or en 2015 à Klagenfurt (Autriche) avec Aleksandrs Samoilovs
- Médaille d'argent en 2014 à Cagliari (Italie) avec Aleksandrs Samoilovs
- Médaille d'argent en 2013 à Klagenfurt (Autriche) avec Aleksandrs Samoilovs
- Médaille d'argent en 2017 à Jurmala (Lettonie) avec Aleksandrs Samoilovs
- Médaille de bronze en 2010 à Berlin (Allemagne) avec Mārtiņš Pļaviņš

## Vie privée
Jānis Šmēdiņš est marié. Il a une sœur prénommée Elina et un frère, Tom. Son père a également joué au beach-volley. Sa mère est professeur dans une école de musique.